# Song Jiayuan
Song Jiayuan, född 15 september 1997 i Shanghai, är en kinesisk friidrottare som tävlar i kulstötning.

## Karriär
Song Jiayuan placerade hon sig på en femteplats i kulfinalen vid OS 2020. Vid OS 2024 tog hon brons i samma gren.